# Semiothisa fuscomarginaria
Semiothisa fuscomarginaria là một loài bướm đêm trong họ Geometridae.